# Pyrgomorphidae
Pyrgomorphidae är en familj av insekter. Pyrgomorphidae ingår i överfamiljen Pyrgomorphoidea, ordningen hopprätvingar, klassen egentliga insekter, fylumet leddjur och riket djur. Enligt Catalogue of Life omfattar familjen Pyrgomorphidae 474 arter. 
Pyrgomorphidae är enda familjen i överfamiljen Pyrgomorphoidea.

## Bildgalleri

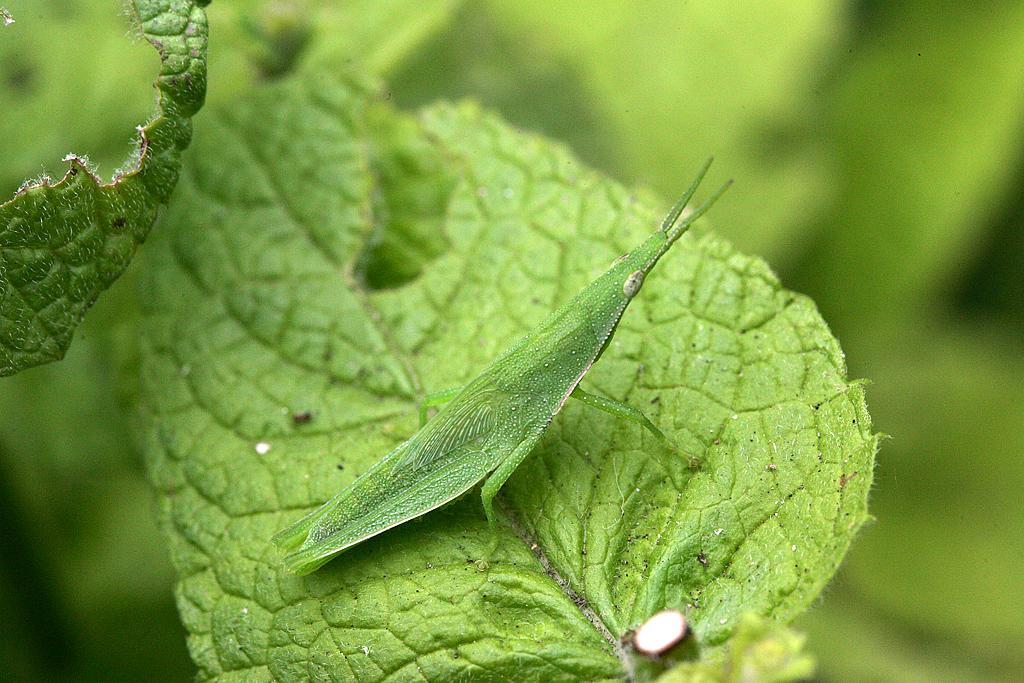
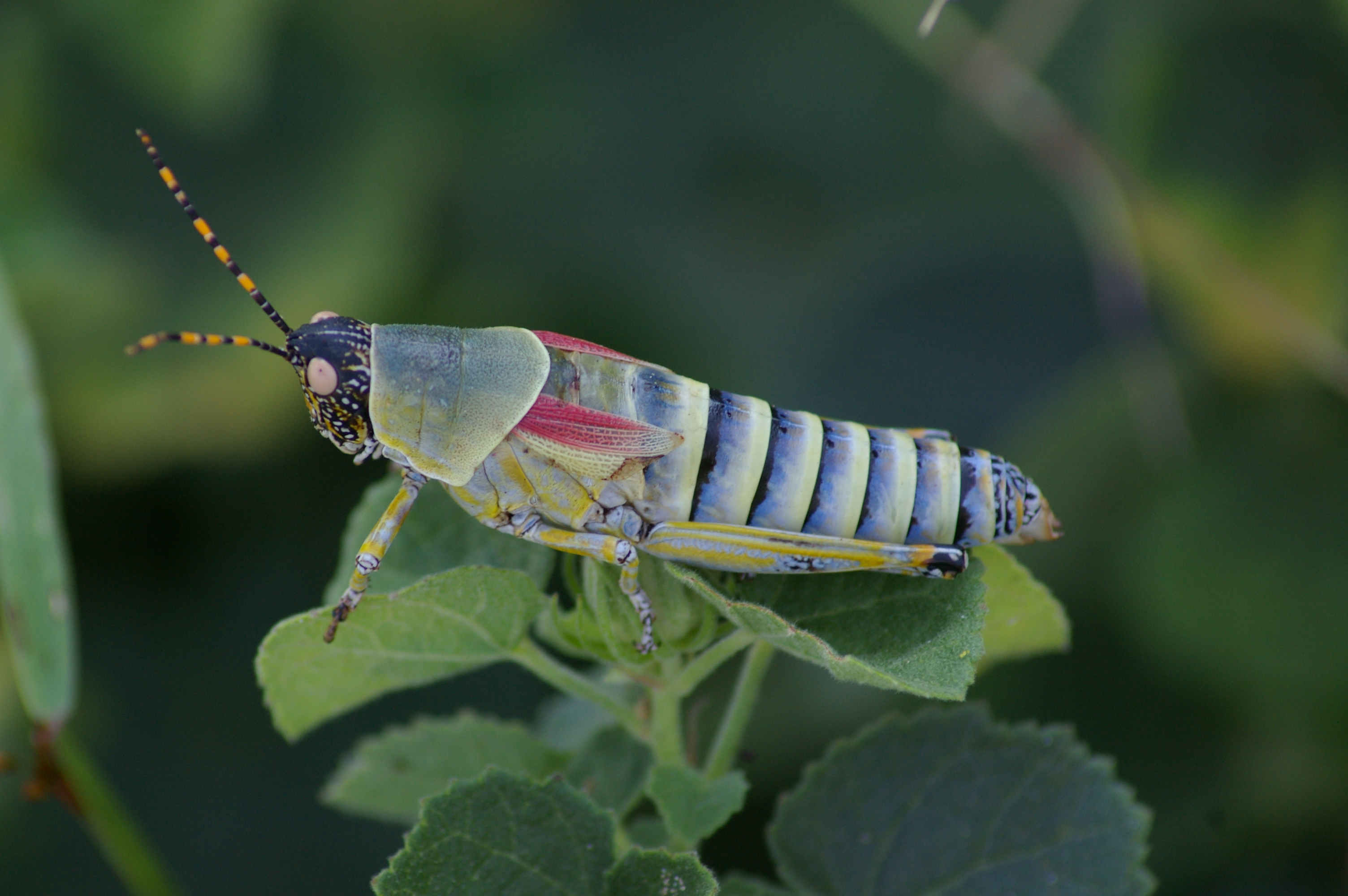
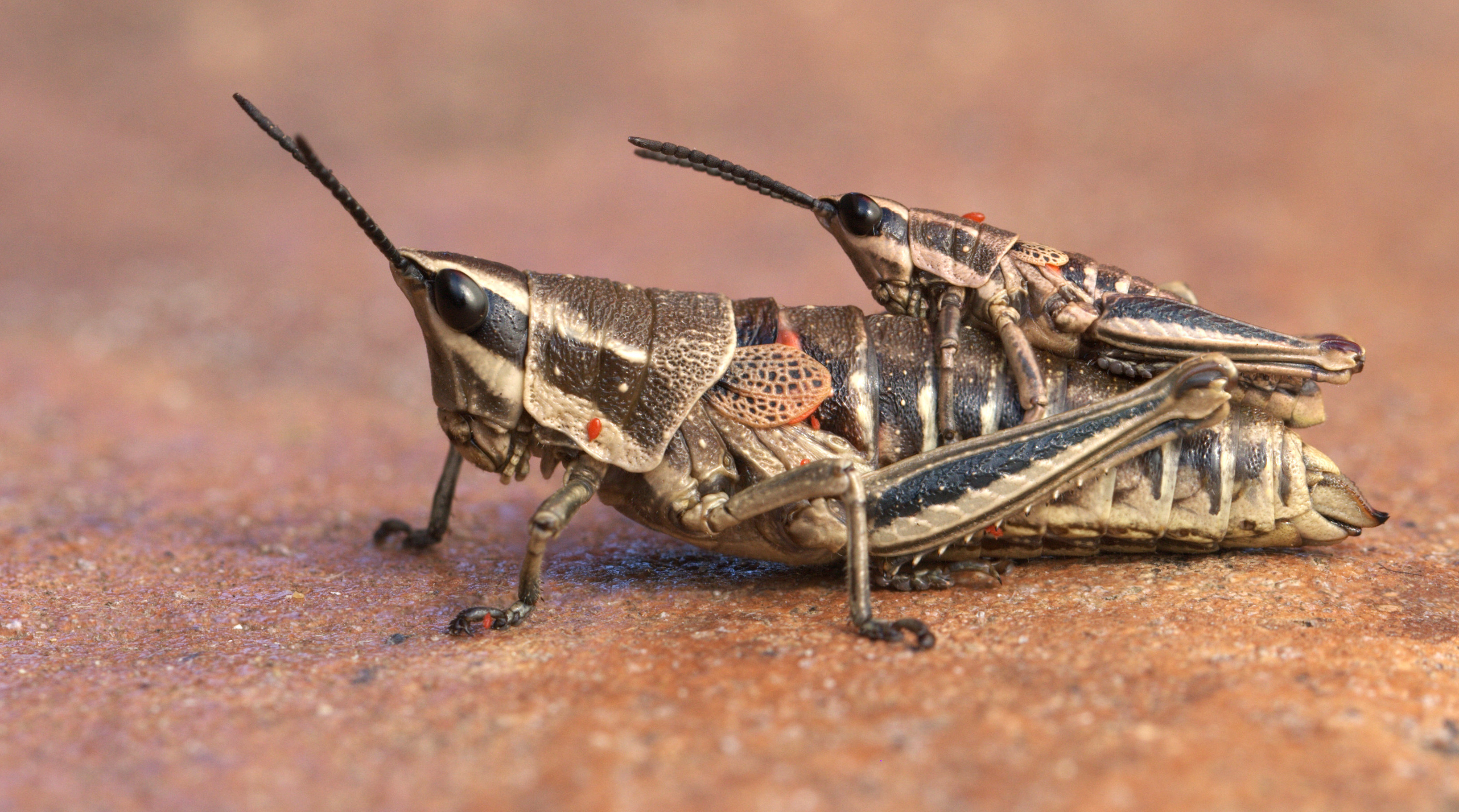
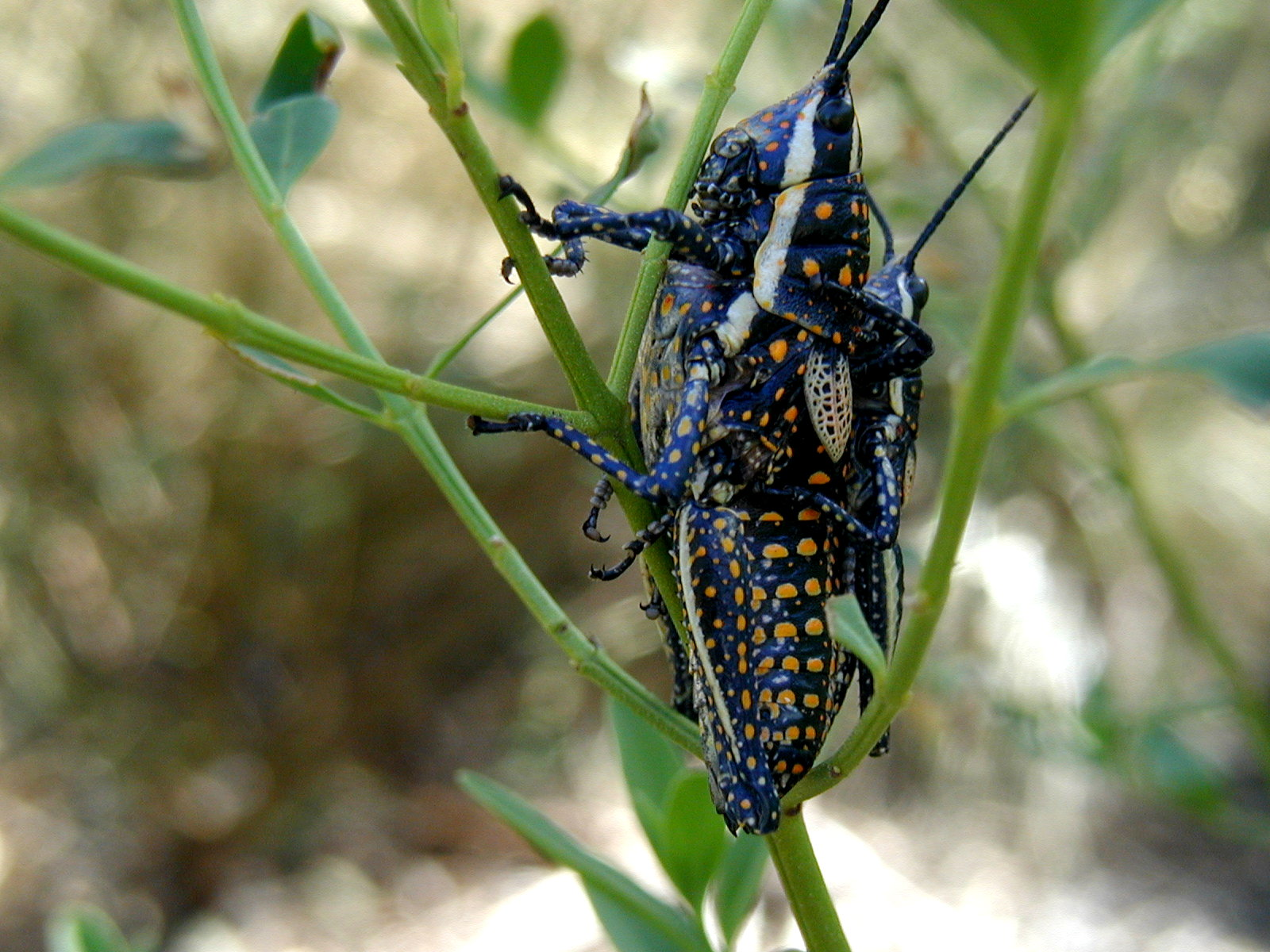
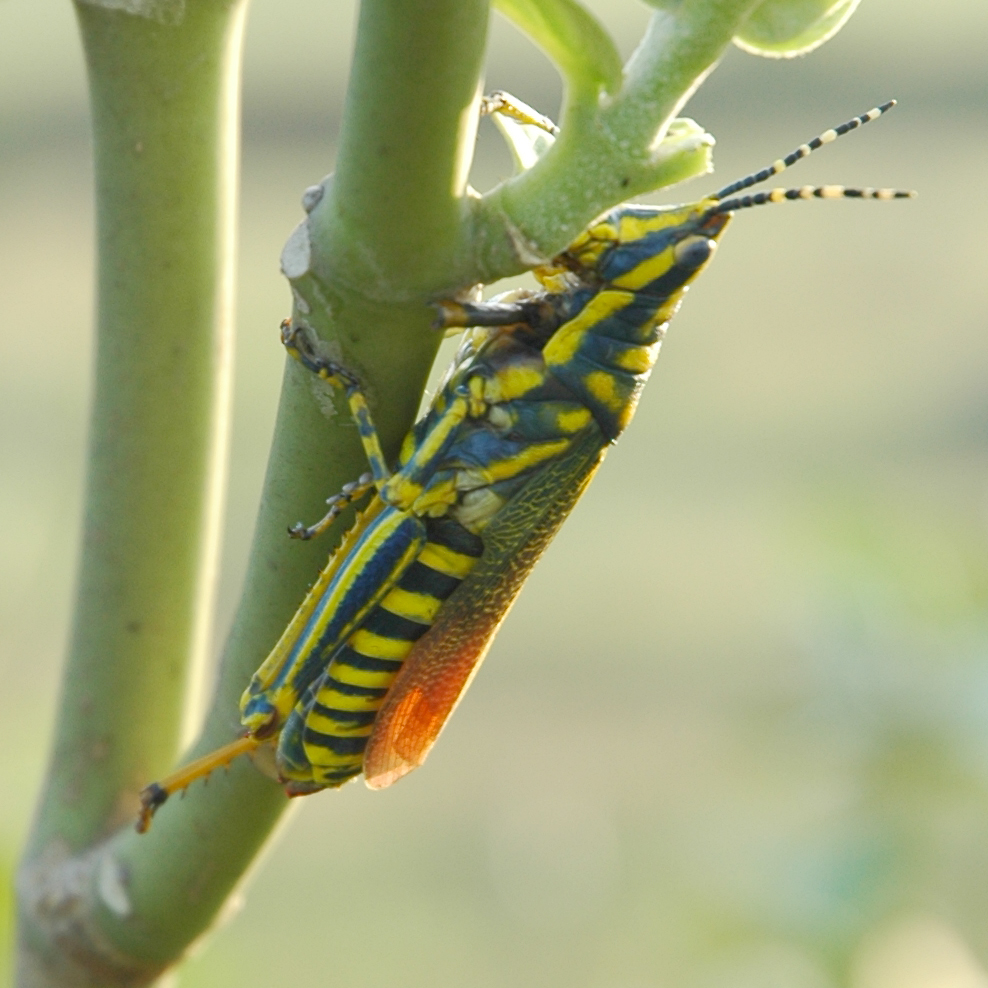
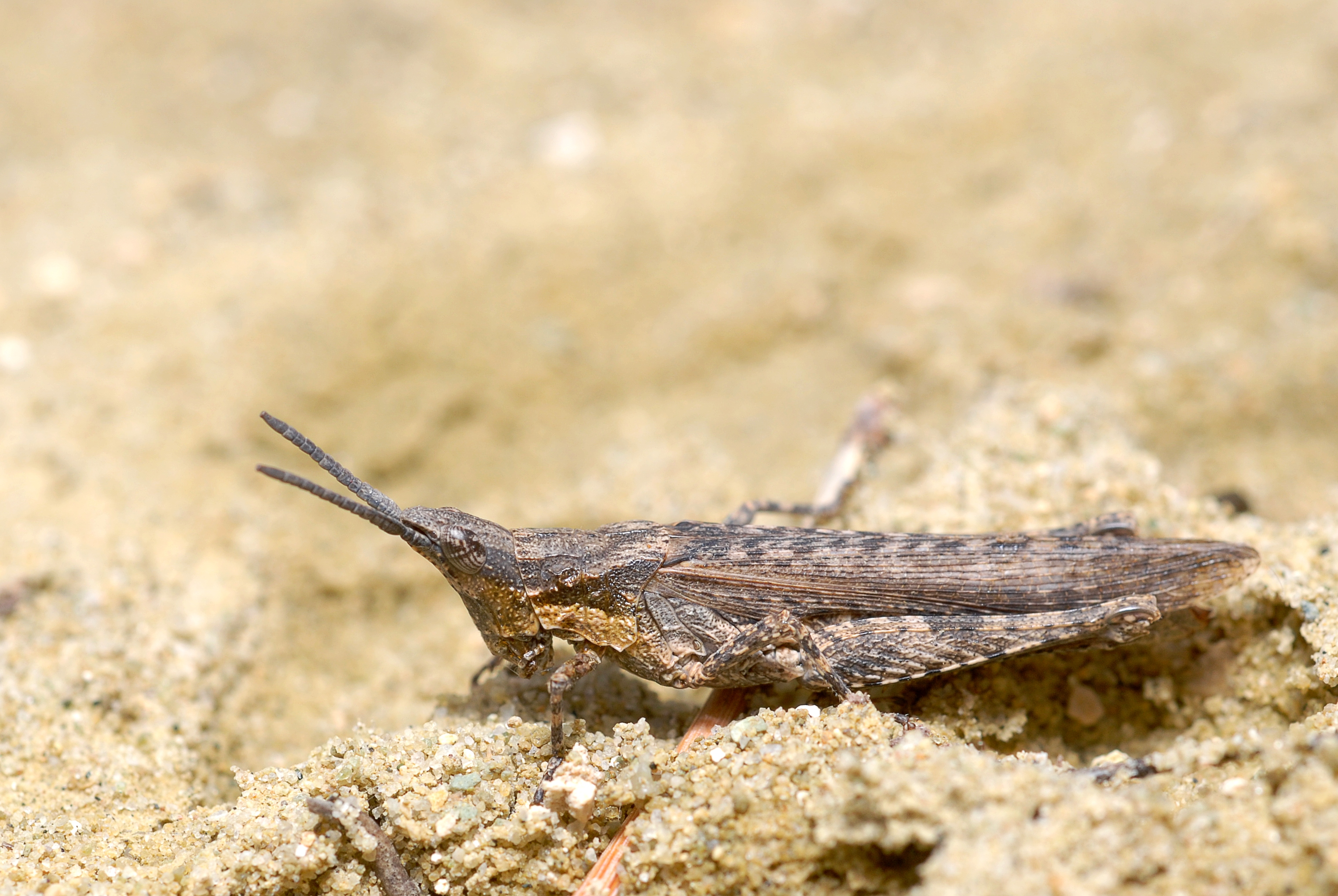

## Dottertaxa till Pyrgomorphidae, i alfabetisk ordning[1]
- Acanthopyrgus
- Acropyrgus
- Afrosphenella
- Algete
- Ambositracris
- Anarchita
- Annandalea
- Apodesmoptera
- Arbuscula
- Atractomorpha
- Aularches
- Brunniella
- Buergersius
- Burmorthacris
- Buyssoniella
- Caconda
- Calamacris
- Camoensia
- Caprorhinus
- Carinisphena
- Cawendia
- Chapmanacris
- Chirindites
- Chlorizeina
- Chrotogonus
- Colemania
- Desmoptera
- Desmopterella
- Dictyophorus
- Doriaella
- Dyscolorhinus
- Eilenbergia
- Feacris
- Fijipyrgus
- Fusiacris
- Geloiodes
- Geloius
- Greyacris
- Gymnohippus
- Humpatella
- Ichthiacris
- Ichthyotettix
- Jaragua
- Kapaoria
- Katangacris
- Kuantania
- Laufferia
- Leptea
- Loveridgacris
- Macroleptea
- Malagasphena
- Marsabitacris
- Maura
- Megalopyrga
- Megra
- Megradina
- Mekongiana
- Mekongiella
- Menesesia
- Menesesiella
- Meubelia
- Minorissa
- Mitricephala
- Mitricephaloides
- Modernacris
- Monistria
- Neorthacris
- Nerenia
- Nilgiracris
- Noonacris
- Occidentosphena
- Ochrophlebia
- Ochrophlegma
- Omura
- Orthacris
- Paradoriaella
- Paramekongiella
- Parapetasia
- Paraphymateus
- Parasphena
- Parasphenella
- Parasphenula
- Parastria
- Paratarbaleus
- Parorthacris
- Petasida
- Pezotagasta
- Philippyrgus
- Phymateus
- Phymella
- Physemophorus
- Phyteumas
- Pileolum
- Piscacris
- Plerisca
- Poekilocerus
- Popovia
- Propsednura
- Prosphena
- Protanita
- Psedna
- Psednura
- Pseudogeloius
- Pseudomorphacris
- Pseudorubellia
- Pseudosphena
- Pterorthacris
- Punctisphena
- Pyrgohippus
- Pyrgomorpha
- Pyrgomorphella
- Pyrgomorphellula
- Pyrgomorphula
- Pyrgotettix
- Rakwana
- Ramakrishnaia
- Rubellia
- Rutidoderes
- Sagittacris
- Scabropyrgus
- Schulthessia
- Scutillya
- Shoacris
- Somalopyrgus
- Sphenacris
- Sphenarium
- Sphenexia
- Sphenotettix
- Spinacris
- Stenoscepa
- Stenoxyphellus
- Stenoxyphula
- Stenoxyphus
- Stibarosterna
- Tagasta
- Tanita
- Tanitella
- Taphronota
- Tarbaleopsis
- Tenuitarsus
- Uhagonia
- Verdulia
- Vittisphena
- Xenephias
- Xiphipyrgus
- Yeelanna
- Yunnanites
- Zarytes
- Zonocerus